# Ericus Birgeri
Ericus Birgeri eller Erik Birgersson, född på 1390-talet, död 2 mars 1449, var en svensk katolsk präst och biskop av Strängnäs stift 1443–1449. Han var systerson till ärkebiskop Nicolaus Ragvaldi.